# Benjamin Patch
Benjamin Patch (Utah, 21 de junho de 1994) é um jogador de voleibol norte-americano que atua na posição de oposto.

## Carreira

### Clubes
Patch começou a jogar voleibol universitário pela Universidade Brigham Young, de 2013 a 2017. Em 2017 foi atuar no voleibol italiano após assinar contrato com o Tonno Callipo Calabria Vibo Valentia. Ao término da temporada, transferiu-se para o voleibol alemão após assinar um contrato de 2 anos com o Berlin Recycling Volleys. Em sua estreia, conquistou o título do Campeonato Alemão de 2018-19. Em 2020 foi campeão da Copa da Alemanha e da Supercopa Alemã.

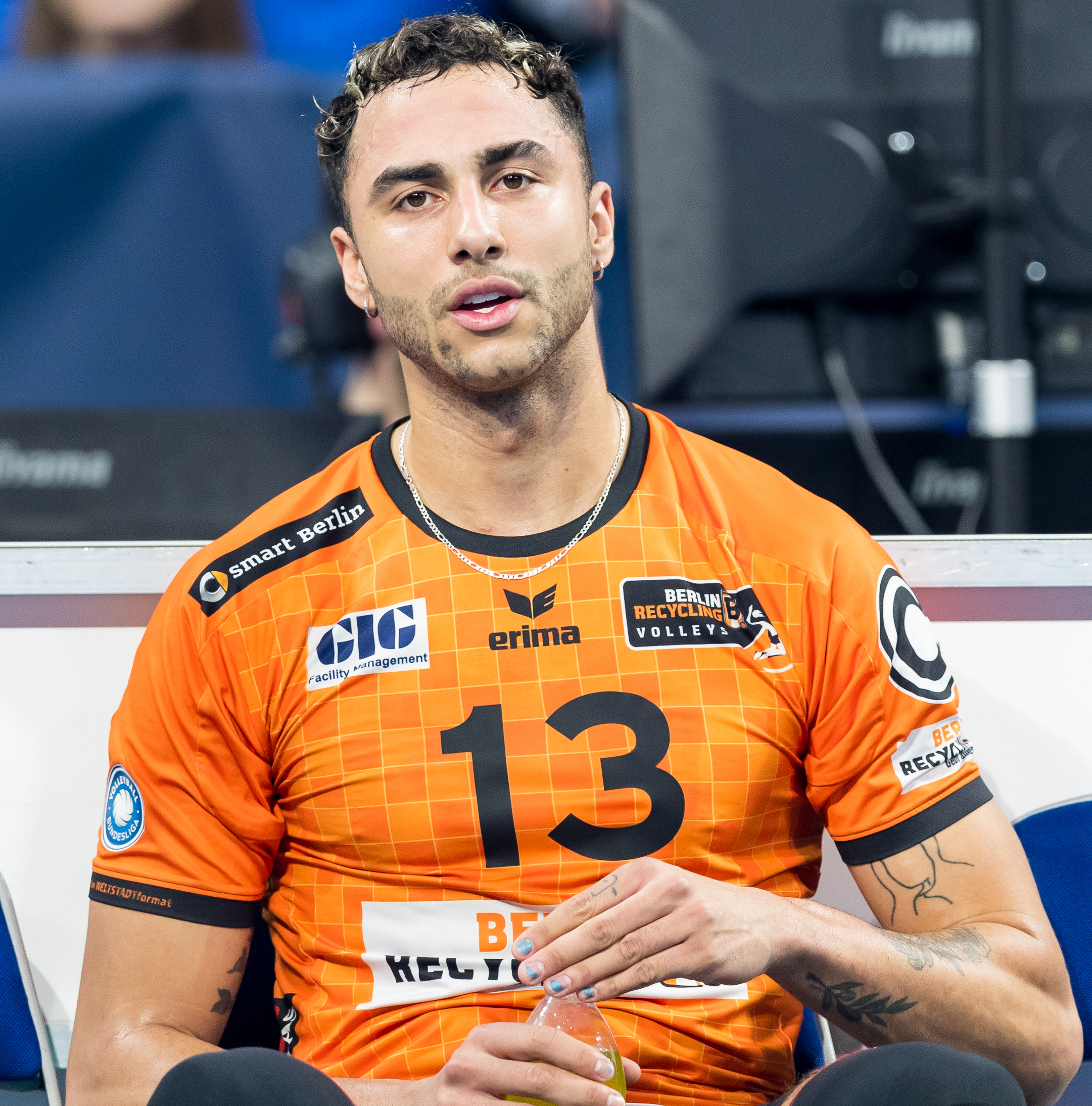
Patch com a camisa do Berlin Recycling Volleys em 2020.

No início de 2021, estendeu o seu contrato com o clube alemão até 2024.
Em junho de 2022, Patch anunciou que iria fazer uma pausa em sua carreira desportiva e que gostaria de focar em outras coisas da vida além do esporte, mais precisamente em seus projetos de arte e moda.

### Seleção
Patch conquistou seu primeiro título com a seleção adulta norte-americana ao vencer o Campeonato NORCECA de 2017. No ano seguinte, conquistou duas medalhas de bronze: o terceiro lugar da Liga das Nações de 2018 e do Campeonato Mundial de 2018.
Em 2019 foi vice-campeão da Liga das Nações ao perder a final para a seleção russa por 3 sets a 1.

## Vida pessoal
Patch foi criado por pais adotivos mórmons em Utah e serviu como missionário em Columbus, Ohio, por um ano. O atleta se autodefine como queer.

## Títulos
Berlin Recycling Volleys
- Campeonato Alemão 2018-19, 2020-21, 2021-22

- Copa da Alemanha: 2019-20

- Supercopa Alemã: 2019, 2020, 2021

## Clubes
| Anos      | Clube                                |
| --------- | ------------------------------------ |
| 2017–2018 | Tonno Callipo Calabria Vibo Valentia |
| 2018–2024 | Berlin Recycling Volleys             |